# إيان سنودين
إيان سنودين (بالإنجليزية: Ian Snodin)‏ هو مدرب كرة قدم ولاعب كرة قدم بريطاني في مركز الوسط، ولد في 15 أغسطس 1963 في روثرهام ‏ في المملكة المتحدة. شارك مع منتخب إنجلترا تحت 21 سنة لكرة القدم. أما مع النوادي، فقد لعب مع أولدهام أثلتيك وليدز يونايتد ونادي إيفرتون ونادي دونكاستر روفرز ونادي سكاربورو ونادي سندرلاند.

## وصلات خارجية
- إيان سنودين على موقع قاعدة بيانات كرة القدم.إي يو (الإنجليزية)
- إيان سنودين على موقع Soccerbase.com (لاعب) (الإنجليزية)
- إيان سنودين على موقع عالم كرة القدم.نت (الإنجليزية)